# Sameena van der Mijden
Sameena van der Mijden (Arnhem) is een Nederlandse ultraloopster, die in 2018 Nederlands kampioene werd op de 100 km hardlopen. Daarnaast strijdt zij tegen seksueel misbruik en mensenhandel. Van der Mijden is in het dagelijks leven verpleegkundige.
Van der Mijden groeide op in een streng gelovig milieu. Op haar 12e scheidden haar ouders, waarna het gezin uit elkaar viel. In 2011, toen Van der Mijden 18 jaar oud was, kreeg ze een relatie met een loverboy. Ze belandde hierdoor in de gedwongen prostitutie. In 2013 wist ze te ontsnappen uit deze situatie. Zij startte toen ook met hardlopen, en in 2016 liep ze voor het eerst de 100 km. In 2018 werd ze Nederlands kampioen op deze afstand.
In 2021 liep Van der Mijden in 10 dagen 1000 kilometer door Nederland om aandacht te vragen voor mensenhandel en gedwongen prostitutie. Met deze actie zamelde zij in samenwerking met Tot Heil des Volks geld in voor de strijd tegen gedwongen prostitutie. Ook publiceerde ze in dat jaar haar autobiografie.

## Nederlandse kampioenschappen
| Onderdeel | Jaar       |
| --------- | ---------- |
| 100 km    | 2018, 2023 |

## Palmares

### Marathon
- 2017: 4e Marathon van Leiden - 3:09.22
- 2017:  Marathon Amersfoort - 3:13.17
- 2018: 4e Marathon van Limassol - 3:02.49
- 2018:  Spark Marathon Spijkenisse - 2:59.12

### 100 km
- 2018:  NK 100 km - 8:47.50 ( overall)
- 2023:  NK 100 km - 8:05.00 (4e overall)

### 24 uur
- 2022:  NK in Deventer - 161,148 km[3]

### Spartathlon
- 2023: 19e Spartathlon - 32:46.21